# Stacheltaschenmäuse
Stacheltaschenmäuse (Heteromys) sind eine Gattung der Taschenmäuse mit 16 Arten die in Mittel- und Südamerika vorkommen. Sie enthält mehrere Arten, die ursprünglich der ehemals eigenständigen Gattung Liomys zugeordnet wurde, die jedoch aufgrund der Paraphylie der Gruppe aufgelöst wurde.

## Merkmale
Die Stacheltaschenmäuse erreichen eine Kopf-Rumpf-Länge von 11 bis maximal etwa 18 cm sowie eine Schwanzlänge von 13 bis 21 cm. Kleinere Arten wie die Gaumer-Stacheltaschenmaus (Heteromys gaumeri) wiegen 35 bis 60 g und größere Arten wie die Nelson-Stacheltaschenmaus (Heteromys nelsoni) oder die Berg-Stacheltaschenmaus (Heteromys oresterus) erreichen ein Gewicht von 60 bis 130 g. Im Gegensatz zu den weitgehend unterirdisch lebenden Taschenratten, die kurze und breite Gliedmaßen und große Krallen zum Graben entwickelt haben, haben die terrestrisch lebenden Stacheltaschenmäuse lange, dünne Vorderbeine mit vergleichsweise kleine Krallen, von denen einzelne als Anpassung an grabende Tätigkeiten löffelartig ausgebildet sein können, sowie gut entwickelte Hinterbeine. Der Schwanz ist in der Regel etwa ebenso lang wie die Kopf-Rumpf-Länge oder länger als diese.
Das Fell der Tiere enthält mehrere zu weichen Stacheln versteifte Haare auf der Rücken- und Bauchseite. Diese und auch die weichen Fellhaare Haare sind auf der Oberseite meistens einfarbig braun, grau oder schwarz und auf der Unterseite weiß und scharf gegenüber den Körperseiten abgegrenzt. Bei einigen Arten werden Bauch- und Rückenseite von einem mehr oder weniger deutlichen sandfarbenen Seitenstreifen getrennt. Oft ist auch der spärlich behaarte Schwanz in einen dunklen oberen und einen hellen unteren Bereich geteilt. Zudem kann bei einigen Individuen einiger Arten ein schwacher und schmaler ventraler Streifen mit dunklen Haaren im mittleren Bereich der Hals-, Brust- oder Bauchregion auftreten.
Wie alle anderen Taschennager besitzen auch die Stacheltaschenmäuse große Felltaschen außen an den Wangenseiten, so genannte Backentaschen, die zum Verstauen von Nahrung genutzt werden und die zu Reinigungszwecken nach außen gestülpt werden können. Gattungstypische Merkmale beziehen sich vor allem auf die Ausbildung von Schädelmerkmalen und der Bezahnung. So besitzen die Tiere eine vergleichsweise kleine Augenhöhle, deren hintere Abgrenzung durch einen Knochensteg gebildet wird. Der vordere Zahnhöcker des oberen Prämolaren P4 besitzt eine lange Schmelzfalte und der untere Prämolar p4 besitzt immer drei oder mehr Schmelzhöcker. Zudem sind die seitlichen Abschlüsse der Höcker der Molaren bei allen Arten der Gattung glatt und abgerundet während sie bei allen anderen Gruppen der Taschenmäuse scharfkantig sind. Geschlechtsreife und reproduktiv aktive männliche Tiere besitzen sehr große Hoden, wobei sich der Hodensack nach vorn unter den Bauch und nach hinten bis zur Schwanzbasis erstreckt und in dorsaler, ventraler und lateraler Ansicht eine markante Kontur erzeugt.

## Verbreitung
Die Arten der Stacheltaschenmäuse sind über weite Teile von Mittel- und Südamerika verbreitet. Sie sind damit das einzige Taxon innerhalb der Taschenmäuse (Heteromyidae) mit einer Verbreitung, die bis nach Südamerika reicht. Sowohl die Seiden- und Rauhaar-Taschenmäuse wie auch die Kängurumäuse und Kängururatten haben dagegen einen auf Nordamerika konzentrierten Verbreitungsschwerpunkt und kommen nur mit einigen Arten bis im Süden Mexikos vor.
Das nördlichste und zugleich eines der größten Verbreitungsgebiete besitzt die Mexikanische Stacheltaschenmaus (Heteromys irroratus), deren Verbreitungsgebiet vom äußersten Süden des amerikanischen Bundesstaates Texas über das zentrale Mexiko bis in den Süden desselben reicht. Daran schließt sich nach Süden das Verbreitungsgebiet der Desmarest-Stacheltaschenmaus (Heteromys desmarestianus) an, das vom Süden Mexikos bis in den Norden von Kolumbien reicht. Die meisten anderen Arten sind dagegen auf vergleichsweise kleine bis sehr kleine und regionale Verbreitungsarten begrenzt. In Südamerika leben die Trinidad-Stacheltaschenmaus (Heteromys anomalus) im Norden von Kolumbien und Venezuela sowie auf der Isla de Margarita und auf Trinidad und Tobago, die Aragua-Stacheltaschenmaus (Heteromys catopterius) im nordöstlichen Venezuela, die Paraguaná-Stacheltaschenmaus (Heteromys oasicus) auf der venezolanischen Halbinsel Paraguaná und die Ecuador-Stacheltaschenmaus (Heteromys teleus) im Nordwesten Ecuadors.

## Lebensweise
Stacheltaschenmäuse halten sich in unterschiedlichen Waldformen im Flachland und in bis zu 2500 Meter hohen Gebirgen auf. Die Tiere sind vom Abend bis zum Morgen aktiv, am Tage ruhen sie in ihren selbstgegrabenen Erdhöhlen. Der Eingang des Baues liegt meist geschützt zwischen Buschwurzeln oder neben Steinen. Als Nahrung dienen Samen, Blätter, Zweige, Nüsse und krautige Pflanzenteile sowie teilweise auch Insekten. Diese werden oft mit Hilfe der Backentaschen zum Bau getragen und dort aufbewahrt. Die Exemplare leben entweder allein (solitär) oder in kleinen Familiengruppen mit einer Mutter und deren Nachwuchs. Ein Territorialverhalten ist nicht oder nur selten erkennbar. Weibchen können sich bis zu fünfmal im Jahr verpaaren. Die Trächtigkeitsdauer beträgt etwa 28 Tage, wonach meist bis zu drei oder selten bis zu fünf oder mehr Jungtiere geboren werden.
Die ursprünglich als Stacheltaschenmäuse zusammengefassten Arten halten sich meist in trockenen oder halbtrockenen Landschaften auf und besuchen gelegentlich feuchte Wälder. Als Bau dient ein Erdloch, das sich meist im Schutz eines umgestürzten Baumes, eines Buschs oder eines Steins befindet. In der Nacht begeben sich die Individuen auf Nahrungssuche. Sie fressen Samen, Kräuter und andere Pflanzenteile, die gelegentlich im Bau angehäuft werden. Nach bisherigen Beobachtungen leben Weibchen und Männchen außerhalb der Paarungszeiten getrennt. Der Brunstzyklus variiert zwischen den einzelnen Arten. Bei der Panama-Stacheltaschenmaus und der Mittelamerikanischen Stacheltaschenmaus sind Weibchen nur während einer Jahreszeit begattungsbereit, wogegen bei der Mexikanischen Stacheltaschenmaus mehrere Paarungszeiten üblich sind. Ein Wurf besteht aus 2 bis 6 Jungtieren, die 24 bis 28 Tage gesäugt werden und nach etwa 3 Monaten geschlechtsreif sind. Die Säuglingssterblichkeit ist hoch und die durchschnittliche Lebensdauer liegt nur leicht über 9 Monate. Einzelne Exemplare können 18 Monate alt werden.

## Systematik

### Äußere Systematik
Die Stacheltaschenmäuse sind aktuell die einzige rezente Gattung der Unterfamilie Heteromyinae innerhalb der Taschenmäuse (Heteromyidae), die neben ihnen die Seiden-Taschenmäuse (Perognathus), Rauhaar-Taschenmäuse (Chaetodipus) sowie die Kängurumäuse (Microdipodops) und die Kängururatten (Dipodomys) enthalten. Innerhalb dieser Familie bilden die Stacheltaschenmäuse die Schwestergruppe aller anderen Taxa und damit das ursprünglichste rezent lebende Taxon der Familie.

### Innere Systematik

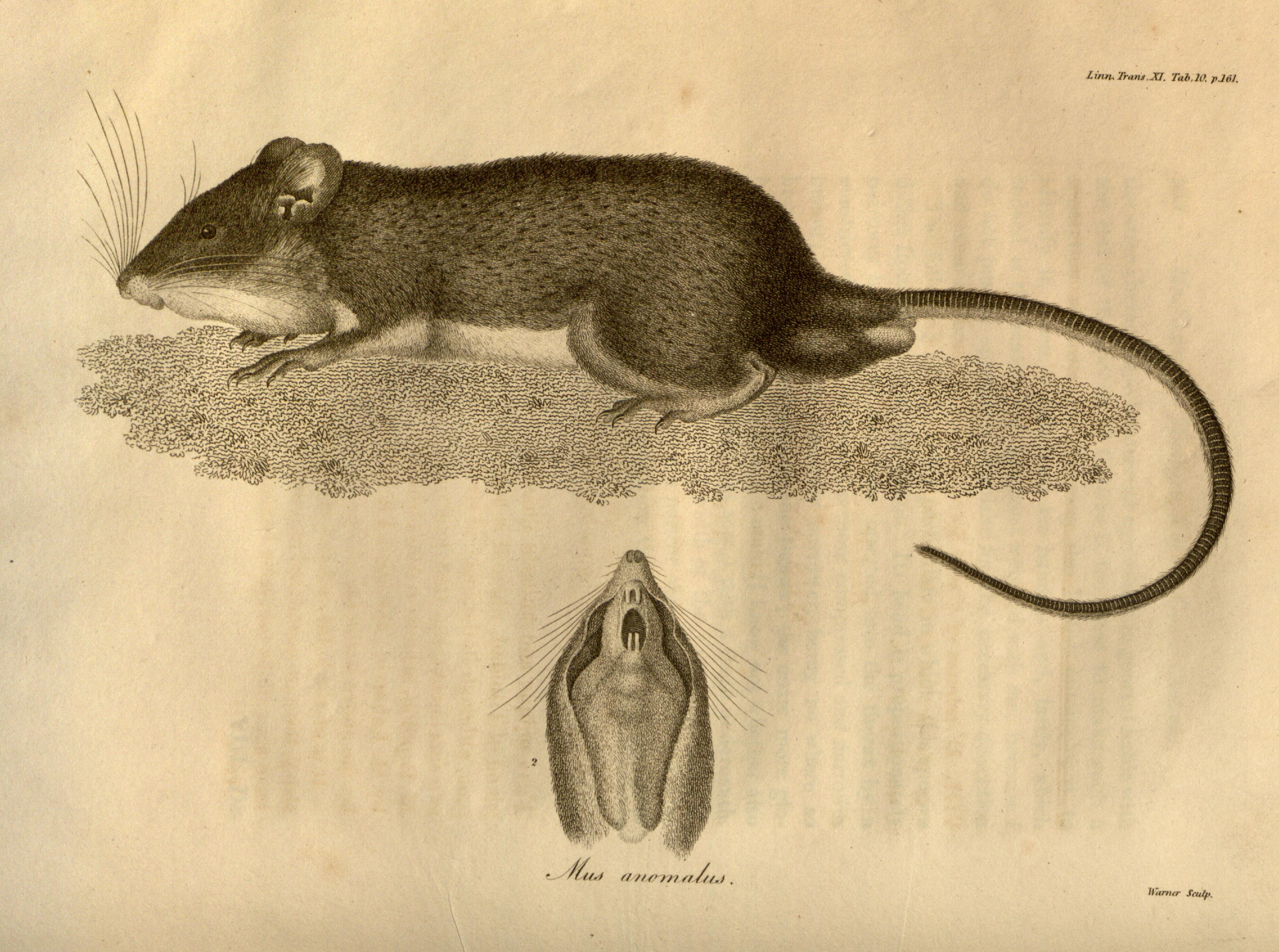
Trinidad-Stacheltaschenmaus (Heteromys anomalus), Illustration aus der Erstbeschreibung von John Vaughan Thompson, 1815.

Die erste bekannte Art der heutigen Stacheltaschenmäuse, die Trinidad-Stacheltaschenmaus, beschrieb der britische Naturforscher John Vaughan Thompson 1815 als Art der Mäuse unter dem wissenschaftlichen Namen Mus anomalus. Thompson war Mediziner und Soldat, wissenschaftlich wurde er vor allem als Pionier der Cancerologe und früher Planktonologe bekannt. Die Trinidad-Stacheltaschenmaus beschrieb er nach einem sechs Jahre dauernden Aufenthalt auf Trinidad.
Der französische Zoologe Anselme Gaëtan Desmarest ordnete die Art 1817 erst in die Gattung der Hamster, Cricetus, ein und beschrieb danach die Gattung Heteromys im gleichen Jahr auf der Basis von Mus anomalus, jetzt Heteromys anomalus. Nach der Erstbeschreibung gab es einige weitere Entwicklungen innerhalb der Taxonomie der Stacheltaschenmäuse. So ergänzte Clinton Hart Merriam 1902 die Stacheltaschenmäuse um die zweite Gattung Liomys, der er mehrere neu beschriebene Arten zuordnete. Edward Alphonso Goldman führte 1911 eine erste strukturierte Revision aller bis dahin bekannten Arten der Gattung durch und ordnete diese den beiden Gattungen Heteromys und Liomys zu. Auch bei späteren Revisionen und Zusammenstellungen verschiedener Autoren wurden beide Gattungen beibehalten. Auf der Basis molekularbiologischer Analysen wurde Liomys allerdings in den frühen 2000er Jahren als paraphyletische Gruppe betrachtet und aufgelöst, sodass heute meistens nur noch die Gattung Heteromys anerkannt wird. Daneben gibt es jedoch auch weiterhin Wissenschaftler, die die Trennung in zwei Gattungen aufgrund morphologischer Merkmale oder die Trennung in die drei Gattungen Heteromys, Liomys und Schaeferia befürworten.
Wilson 2005 führte acht Arten der Gattung Heteromys und fünf Arten der Gattung Liomys, zusammen also 13 Arten. Heute werden innerhalb der Stacheltaschenmäuse 16 Arten inklusive der fünf ehemaligen Liomys-Arten unterschieden. Einige der Arten innerhalb der Gattung wurden allerdings erst in den letzten Jahrzehnten beschrieben oder wieder neu etabliert und es wird angenommen, dass es weitere kryptische Arten bzw. Artengruppen innerhalb der heute anerkannten Arten gibt, die bislang nicht voneinander abgegrenzt wurden. Dies wird vor allem für die Desmarest-Stacheltaschenmaus (Heteromys desmarestianus) und die Mexikanische Stacheltaschenmaus (Heteromys irroratus) angenommen, die in mehreren Unterarten über weite Teile Mittelamerikas verbreitet sind.
Aktuell werden die folgenden Arten unterschieden:
- Panama-Stacheltaschenmaus (Heteromys adspersus Peters, 1874, Synonym Liomys adspersus), lebt in Panama.
- Trinidad-Stacheltaschenmaus (Heteromys anomalus (Thompson, 1815)) lebt an der Nordküste von Kolumbien und Venezuela sowie auf der Isla de Margarita und auf Trinidad und Tobago.
- Südliche Stacheltaschenmaus (Heteromys australis Thomas, 1901) ist von Panama bis Nord-Ecuador zu finden.
- Aragua-Stacheltaschenmaus (Heteromys catopterius R.P. Anderson & Gutiérrez, 2009) lebt im nordöstlichen Venezuela.
- Desmarest-Stacheltaschenmaus (Heteromys desmarestianus  Gray, 1868) kommt von Süd-Mexiko bis Nord-Kolumbien vor.
- Gaumer-Stacheltaschenmaus (Heteromys gaumeri J.A. Allen & Chapman, 1897) ist auf der Yucatánhalbinsel endemisch.
- Goldman-Stacheltaschenmaus (Heteromys goldmani Merriam, 1902) lebt im südöstlichen Mexiko und südwestlichen Guatemala
- Mexikanische Stacheltaschenmaus (Heteromys irroratus  Gray, 1868, Synonym Liomys irroratus), lebt in Zentral-Mexiko.
- Nelson-Stacheltaschenmaus (Heteromys nelsoni Merriam, 1902) bewohnt ein kleines Gebiet im Grenzbereich zwischen Mexiko und Guatemala.
- Nebelwald-Stacheltaschenmaus (Heteromys nubicolens Anderson & Timm, 2006) lebt nur im Nordwesten von Costa Rica.
- Paraguaná-Stacheltaschenmaus (Heteromys oasicus R.P. Anderson, 2003) ist ein Endemit der Halbinsel Paraguaná (Venezuela).
- Berg-Stacheltaschenmaus (Heteromys oresterus Harris, 1932) hat sein Verbreitungsgebiet im zentralen Costa Rica.
- Bunte Stacheltaschenmaus (Heteromys pictus  Thomas, 1893, Synonym Liomys pictus), lebt im Westen und Süden Mexikos.
- Mittelamerikanische Stacheltaschenmaus (Heteromys salvini  Thomas, 1893, Synonym Liomys salvini), lebt im südlichen Mexiko bis Costa Rica.
- Jalisco-Stacheltaschenmaus (Heteromys spectabilis (Genoways, 1971), Synonym Liomys spectabilis), lebt im Bundesstaat Jalisco in Mexiko und gilt als stark gefährdet (endangered).
- Ecuador-Stacheltaschenmaus (Heteromys teleus R.P. Anderson & Jarrín-Valladares, 2002) lebt im Nordwesten Ecuadors.

## Gefährdung
Die meisten Arten der Stacheltaschenmäuse werden generell als nicht oder nur gering gefährdet eingestuft. Ihre Lebensräume in Waldgebieten sind dabei in der Regel durch Fragmentierung, Holznutzung und die Umwandlung in landwirtschaftliche Flächen abnehmend, wodurch bei einigen Arten auch von einem abnehmenden Bestand ausgegangen wird. Gefährdet sind in der Regel Arten und auch Populationen mit sehr kleinen Verbreitungsgebieten. Großflächige Abholzungen erhöhen die Gefahr von Erdrutschen, die oftmals den Bau der Tiere zerstören. Die IUCN listet Heteromys nelsoni, Heteromys spectabilis und Heteromys oasicus als bedroht (endangered), Heteromys teleus als gefährdet (vulnerable) und alle anderen Stacheltaschenmäuse als nicht gefährdet (least concern).